# Stemma di Haiti

Stemma di Haiti in uso dal 1986

Lo stemma di Haiti è stato introdotto nel 1807 ed è stato più volte modificato, assumendo una forma stabile nel 1986 e con l'adozione ufficiale l'anno seguente.

## Simbologia
Rappresenta un palmizio sormontato da una cuspide con un berretto frigio, simbolo di libertà mutuato dalla Rivoluzione francese. A fianco della pianta si levano (suddivisi in tre per lato) sei fucili con baionetta e sei lance con altrettante bandiere rosse e blu. Sulla collina sottostante sono posati due cannoni con le relative palle (dodici per ciascuno), le borse per la polvere da sparo, le aste di carica e le banderuole di puntamento, nonché due scuri, due berretti militari, due ancore, un tamburo e due bugle (trombette senza pistoni). Al di sotto di tutto un cartiglio reca il motto L'union fait la force ("l'unione fa la forza"), il quale però non è da confondere col motto nazionale, stabilito dalla Costituzione, che è invece Liberté, Égalité, Fraternité ("libertà, uguaglianza, fratellanza").

Bandiera di Haiti

La simbologia nel complesso rappresenta la battaglia per la conquista e il mantenimento dell'indipendenza di Haiti.
Lo stemma (inscritto in un riquadro bianco) compare generalmente al centro della bandiera di Haiti, ma può non apparire laddove si tratti di bandiera civile.

## Altri simboli

Lo stemma prima della Rivoluzione francese (1625-1803)
Lo stemma del Primo impero di Haiti (1804-1806)
Lo stemma dello Stato di Haiti (1807-1811)
Lo stemma del Regno di Haiti (1811-1820)
Lo stemma del Secondo Impero di Haiti (1849-1859)
Lo stemma della Repubblica di Haiti (1859-1957)
Lo stemma usato sotto la dittatura dei Duvalier (1964-1986)